# Милошевичский сельсовет
Милошевичский сельсовет — административная единица на территории Лельчицкого района Гомельской области Белоруссии. Административный центр — агрогородок Милошевичи.

## Состав
Милошевичский сельсовет включает 2 населённых пункта:
- Милошевичи — агрогородок.
- Приболовичи — деревня.